# 声乐指导
声乐指导（法語：répétiteur）是提供伴奏和声乐方面指导的一种艺术类职业。歌剧排练时，声乐指导负责钢琴伴奏，并帮助歌手改善发音、节奏和音高等问题。因此，声乐指导需具备指挥和合唱方面的专业背景，且精通意大利语、法语等语言的发音。该词来自法语动词，意思是“重复，复习”。